# Acanthocereus atropurpureus
Acanthocereus atropurpureus es una especie de planta suculenta perteneciente al género Acanthocereus, dentro de la familia Cactaceae. Es endémica del suroeste de México.

## Descripción
Acanthocereus atropurpureus es una especie de cactus trepador o rastrero que puede alcanzar varios metros de longitud. Tiene tallos largos y delgados con numerosas ramificaciones y areolas espinosas, con cuatro pequeñas espinas centrales. Se caracteriza por la presencia de costillas bajas con márgenes sinuosos.

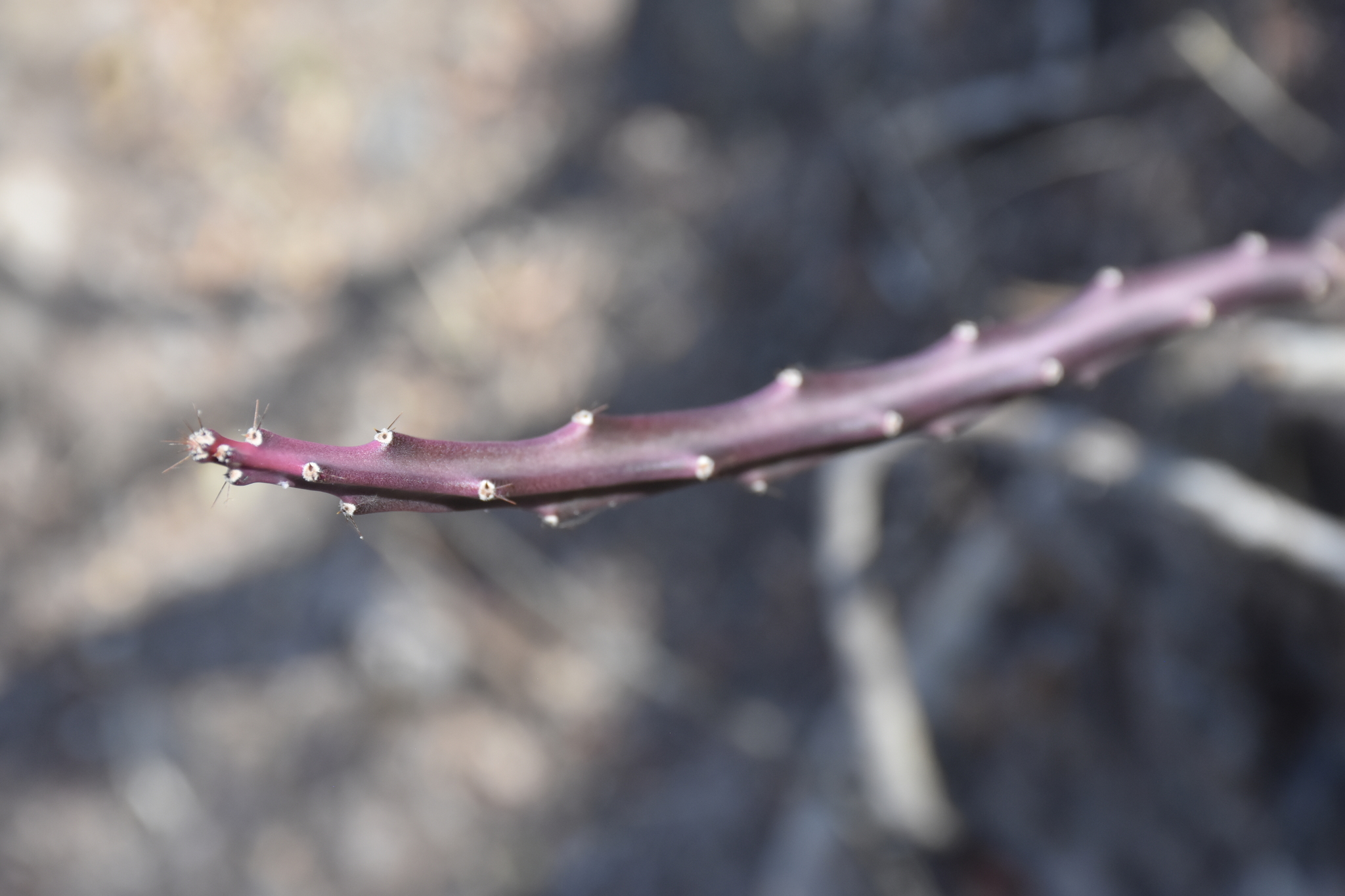
Detalle del tallo

Además, la epidermis del tallo es de color verde opaco que se torna púrpura durante la estación seca, con un diámetro que varía de 1 a 3 cm. Las flores son grandes, fragantes y miden hasta 25 cm de diámetro. Estas flores se abren de noche y presentan una gama de colores que incluye el rosa, el morado, el rojo y el blanco. El fruto de la especie es comestible y contiene pequeñas semillas negras.

## Distribución y hábitat
El área de distribución nativa de esta especie es México (endémica del sur de Jalisco) y crece principalmente en el bioma tropical estacionalmente seco.

## Taxonomía
Acanthocereus atropurpureus fue descrita por Pedro González-Zamora y Daniel Sánchez y publicado por primera vez en la revista científica Phytotaxa 522: 132 en 2021.

Etimología
- Acanthocereus: nombre genérico que deriva de las palabras griegas akantha (que significa 'espinoso') y cereus (que significa 'vela', 'cirio'), haciendo referencia a su forma columnar espinosa.[3]
- atropurpureus: epíteto específico que deriva de las palabras latinas ater (que significa 'negro', 'oscuro') y purpureus (que significa 'color púrpura'), haciendo referencia al color púrpura oscuro de sus tallos.[4]

## Importancia económica y cultural

### Usos
Económicamente, la especie se cultiva a menudo como planta ornamental debido a sus hermosas flores, y también se utiliza en la medicina tradicional para diversas dolencias como diabetes, inflamación y reducción de fiebre.
Además, el fruto comestible de la planta también es apreciado por su sabor y se utiliza en diversas preparaciones culinarias, como batidos y mermeladas. Las semillas de la planta son ricas en aceites y, a veces, se utilizan en cosméticos y jabones.

### Ecología
Ecológicamente, desempeña un papel importante en sus ecosistemas nativos al proporcionar hábitat y fuentes de alimento para los polinizadores. Además, la familia Cactaceae, a la que pertenece esta especie, contribuye a la biodiversidad al ser uno de los grupos de plantas más diversos en las regiones áridas.